# Paczoskia wagneri
Paczoskia wagneri är en insektsart. Paczoskia wagneri ingår i släktet Paczoskia och familjen långrörsbladlöss. Inga underarter finns listade i Catalogue of Life.